# Фінал Кубка європейських чемпіонів 1985
Фінал Кубка європейських чемпіонів 1985 — фінальний матч розіграшу Кубка європейських чемпіонів сезону 1984—1985 років, у якому зустрілися італійський «Ювентус» та англійський «Ліверпуль». Матч відбувся 29 травня 1985 року на стадіоні «Ейзель» у Брюсселі. Перемогу з рахунком 1:0 у додатковий час здобув «Ювентус».
Під час матчу сталась Ейзельська трагедія, яка забрала життя 39 чоловік, ще сотні чоловік отримали поранення. Винними були визнані вболівальники «Ліверпуля»; в результаті цього було вирішено відсторонити всі англійські клуби від участі у всіх турнірах під эгідою УЄФА на п'ять років, «Ліверпуль» — на шість.

## Шлях до фіналу
| Ювентус        | Ювентус              | Ювентус  | Ювентус  | Раунд        | Ліверпуль        | Ліверпуль            | Ліверпуль | Ліверпуль |
| -------------- | -------------------- | -------- | -------- | ------------ | ---------------- | -------------------- | --------- | --------- |
| Суперник       | За сумою двох матчів | 1-й матч | 2-й матч |              | Суперник         | За сумою двох матчів | 1-й матч  | 2-й матч  |
| Ільвес         | 6–1                  | 4–0 (Г)  | 2–1 (В)  | Перший раунд | Лех (Познань)    | 5–0                  | 1–0 (Г)   | 4–0 (В)   |
| Грассгоппер    | 6–2                  | 2–0 (В)  | 4–2 (Г)  | Другий раунд | Бенфіка          | 3–2                  | 3–1 (В)   | 0–1 (Г)   |
| Спарта (Прага) | 3–1                  | 3–0 (В)  | 0–1 (Г)  | 1/4 фіналу   | Аустрія (Відень) | 5–2                  | 1–1 (Г)   | 4–1 (В)   |
| Бордо          | 3–2                  | 3–0 (В)  | 0–2 (Г)  | 1/2 фіналу   | Панатінаїкос     | 5–0                  | 4–0 (В)   | 1–0 (Г)   |

## Деталі матчу
| 29 травня 1985 |

| Ювентус            | 1:0      | Ліверпуль |
| ------------------ | -------- | --------- |
| Платіні 58' (пен.) | Протокол |           |

| Ейзель, Брюссель Глядачів: 58 000 Арбітр: Андре Дайна |

| Ювентус | Ліверпуль |

|                     |    |                    |  |     |
|                     |    |                    |  |     |
| В                   | 1  | Стефано Такконі    |  |     |
| З                   | 2  | Лучано Фаверо      |  |     |
| З                   | 3  | Антоніо Кабріні    |  |     |
| ПЗ                  | 4  | Массімо Боніні     |  |     |
| З                   | 5  | Сержіо Бріо        |  |     |
| З                   | 6  | Гаетано Ширеа      |  |     |
| Н                   | 7  | Массімо Бріаскі    |  | 84' |
| ПЗ                  | 8  | Марко Тарделлі     |  |     |
| Н                   | 9  | Паоло Россі        |  | 89' |
| ПЗ                  | 10 | Мішель Платіні     |  |     |
| Н                   | 11 | Збігнев Бонек      |  |     |
| Запасні:            |    |                    |  |     |
| В                   | 12 | Лучано Бодіні      |  |     |
| З                   | 13 | Нікола Карікола    |  |     |
| Н                   | 14 | Чезаре Пранделлі   |  | 84' |
| ПЗ                  | 15 | Бруно Лімідо       |  |     |
| ПЗ                  | 16 | Беньяміно Віньйола |  | 89' |
| Головний тренер:    |    |                    |  |     |
| Джованні Трапаттоні |    |                    |  |     |

|                  |    |                |     |     |
|                  |    |                |     |     |
| В                | 1  | Брюс Гроббелар |     |     |
| З                | 2  | Філ Ніл        |     |     |
| З                | 3  | Джим Беглін    |     |     |
| З                | 4  | Марк Лоуренсон |     | 4'  |
| ПЗ               | 5  | Стів Нікол     |     |     |
| З                | 6  | Алан Гансен    |     |     |
| Н                | 7  | Кенні Далгліш  |     |     |
| ПЗ               | 8  | Ронні Велан    |     |     |
| Н                | 9  | Іан Раш        |     |     |
| ПЗ               | 10 | Пол Волш       |     | 46' |
| ПЗ               | 11 | Джон Ворк      | 38' |     |
| Запасні:         |    |                |     |     |
| ПЗ               | 13 | Семмі Лі       |     |     |
| З                | 14 | Гері Гіллеспі  |     | 4'  |
| ПЗ               | 15 | Ян Мельбю      |     |     |
| ПЗ               | 16 | Крейг Джонстон |     | 46' |
| В                | 17 | Кріс Пайл      |     |     |
| Головний тренер: |    |                |     |     |
| Джо Феган        |    |                |     |     |